# Gianni Poggi
Gianni Poggi (Piacenza, 4 ottobre 1921 – Piacenza, 16 dicembre 1989) è stato un tenore italiano, attivo dagli anni quaranta ai sessanta del novecento.

## Biografia
Studiò dapprima a Bologna con il soprano Valeria Manna ed in seguito a Milano con il baritono Emilio Ghirardini, esordendo in Nabucco al teatro Massimo di Palermo nel 1947. Nella stessa stagione si esibì anche nel ruolo di Rodolfo in sostituzione di un collega, ottenendo grande successo.
Ancora in parte per una circostanza imprevista (era attesa la presenza di Jussi Björling, che poi non si concretizzò), l'anno successivo, a 26 anni, debuttò con successo alla Scala in Un ballo in maschera. Fu l'inizio di un'assidua collaborazione con il teatro milanese, che vide Poggi presente in cartellone, con brevi interruzioni, fino al 1960 in svariati ruoli, tra cui Enzo, Fernando, Edgardo, Duca di Mantova, Rodolfo, Cavaradossi, Faust (sia dell'opera di Gounod che di Mefistofele), oltre alla partecipazione a Oberto, Conte di San Bonifacio, nella prima ripresa moderna dell'opera verdiana nel 1951.
Esordì all'Arena di Verona nel 1949 nel ruolo di Lohengrin accanto a Renata Tebaldi (edizione in italiano) e si esibì in tutti i principali teatri italiani, in Sud America (Buenos Aires, Rio, San Paolo), a Barcellona, Berlino, Monte Carlo e al Metropolitan, dove fu presente per due stagioni dal 1955. In quello stesso anno sostenne l'impervio ruolo di Don Sebastiano in una rara ripresa dell'opera donizettiana al Comunale di Firenze.
Dall'inizio degli anni 60 accusò un appannamento vocale, avvertibile anche nelle ultime incisioni, che non gli impedì tuttavia di apparire regolarmente, dal 59 al 64, all'Opera di Vienna, oltreché sporadicamente ancora alla Scala nel 1964 e 65. Chiuse la carriera nel 1969 con una recita di Mefistofele al Teatro Municipale di Piacenza.

## Repertorio
| Ruolo                 | Titolo                         | Autore      |
| --------------------- | ------------------------------ | ----------- |
| Faust                 | Mefistofele                    | Boito       |
| Maurizio di Sassonia  | Adriana Lecouvreur             | Cilea       |
| Nemorino              | L'elisir d'amore               | Donizetti   |
| Edgardo di Ravenswood | Lucia di Lammermoor            | Donizetti   |
| Fernando              | La favorita                    | Donizetti   |
| Don Sebastiano        | Don Sebastiano                 | Donizetti   |
| Faust                 | Faust                          | Gounod      |
| Canio                 | Pagliacci                      | Leoncavallo |
| Turiddu               | Cavalleria rusticana           | Mascagni    |
| Enzo Grimaldo         | La Gioconda                    | Ponchielli  |
| Des Grieux            | Manon Lescaut                  | Puccini     |
| Rodolfo               | La bohème                      | Puccini     |
| Mario Cavaradossi     | Tosca                          | Puccini     |
| F.B. Pinkerton        | Madama Butterfly               | Puccini     |
| Riccardo              | Oberto, conte di San Bonifacio | Verdi       |
| Ismaele               | Nabucco                        | Verdi       |
| Duca di Mantova       | Rigoletto                      | Verdi       |
| Manrico               | Il trovatore                   | Verdi       |
| Alfredo Gérmont       | La traviata                    | Verdi       |
| Riccardo              | Un ballo in maschera           | Verdi       |
| Lohengrin             | Lohengrin                      | Wagner      |

## Discografia

### Incisioni in studio
- Lucia di Lammermoor - con Dolores Wilson, Anselmo Colzani, Silvio Maionica, dir. Franco Capuana - Urania 1951
- Mefistofele, con Giulio Neri, Rosetta Noli, Simona Dall'Argine, dir. Franco Capuana - Urania 1952
- Tosca, con Adriana Guerrini, Paolo Silveri, dir. Francesco Molinari-Pradelli - Cetra 1952
- La Gioconda - con Maria Callas, Fedora Barbieri, Paolo Silveri, Giulio Neri, Maria Amadini, dir. Antonino Votto - Cetra 1952
- La traviata -  con Renata Tebaldi, Aldo Protti, dir. Francesco Molinari-Pradelli - Decca 1954
- La favorita - con Giulietta Simionato, Ettore Bastianini, Jerome Hines, dir. Alberto Erede - Decca 1955
- La bohème - con Antonietta Stella, Renato Capecchi, Bruna Rizzoli, Giuseppe Modesti, dir. Francesco Molinari-Pradelli - Philips 1957
- Tosca, con Antonietta Stella, Giuseppe Taddei, dir. Tullio Serafin - Philips 1957
- Pagliacci, con Aureliana Beltrami, Aldo Protti, Walter Monachesi, dir. Ugo Rapalo - Philips 1958
- Cavalleria rusticana, con Caterina Mancini, Aldo Protti, dir. Ugo Rapalo - Philips 1958
- Un ballo in maschera - con Antonietta Stella, Ettore Bastianini, Adriana Lazzarini, dir. Gianandrea Gavazzeni - DG 1960
- La bohème, con Renata Scotto, Tito Gobbi, Giuseppe Modesti, Jolanda Meneguzzer, dir. Antonino Votto - DG 1961

### Edizioni dal vivo (selezione)
- La Bohème (selez.), La Scala 1949 - con Margherita Carosio, Paolo Silveri, Alda Noni, Cesare Siepi - dir. Victor De Sabata ed. Cetra/Myto
- Tosca (selez.), Rio 1951 - con Maria Callas, Paolo Silveri - dir. Antonino Votto ed. Voce/Archipel
- La traviata,  RAI-Roma 1953 - con Rosanna Carteri, Carlo Tagliabue, dir. Fernando Previtali
- La bohème, Barcellona 1954 - con Renata Tebaldi, Manuel Ausensi, Ornella Rovero, Giulio Neri - dir. Ugo Rapalo ed.  Premiere Opera
- Don Sebastiano, Firenze 1955 - con Fedora Barbieri, Giulio Neri, Enzo Mascherini - dir. Carlo Maria Giulini ed. Cetra/MRF/Walhall
- Faust (in ital.), Napoli 1956 - con Marcella Pobbe, Raffaele Arié, Ettore Bastianini, dir. Gabriele Santini ed. Bongiovanni/Andromeda
- La Gioconda, Met 1957, con Zinka Milanov, Leonard Warren, Nell Rankin, Cesare Siepi, dir. Fausto Cleva ed. Arkadia/Walhall
- Mefistofele, La Scala 1958 - con Cesare Siepi, Anna De Cavalieri, Cesy Broggini, Fiorenza Cossotto - dir. Antonino Votto ed. Cetra/Melodram/Gala

### Brani singoli (selezione)
- La Favorita: Spirto gentil, Marta: M'apparì, La Gioconda: Cielo e mar, Un ballo in maschera: Forse la soglia attinse (Columbia 1948)
- Faust: Salve dimora, Pagliacci: Vesti la giubba, La Favorita: Spirto gentil, Un ballo in maschera: La rivedrò nell'estasi (Cetra 1950)
- Il trovatore: Ah si ben mio, Di quella pira, Luisa Miller: Quando le sere al placido, Manon Lescaut: Donna non vidi mai, Gianni Schicchi: Firenze è come un albero fiorito, Andrea Chénier: Come un bel dì di maggio, Fedora: Amor ti vieta (Decca 1953)
- Mefistofele: Dai campi dai prati, Giunto sul passo estremo, Aida: Celeste Aida, L'elisir d'amore: Una furtiva lacrima (Philips 1957)